# Hemofobia
Hemofobia (gr. haíma 'krew' i phóbos 'strach') – lęk przed widokiem, pobraniem i badaniami krwi oraz wszystkim, co się z nią wiąże. W nagłych przypadkach w wyniku tej fobii może dojść do omdlenia wazowagalnego, co odróżnia hemofobię od większości innych fobii.

## Etiologia
Hemofobia jest często powodowana przez bezpośredni lub pośredni uraz w dzieciństwie lub dorosłości; czynniki genetyczne również mają znaczenie.